# Sant Salvador de Torroella
Sant Salvador de Torroella és un poble emplaçat a l'extrem occidental del terme municipal de Navars, a la riba dreta del Cardener. El darrer diumenge d'agost celebra la festa major.

## Història
L'any 966 en tenim constància escrita per primera vegada. Estigué des del segle xv sota la jurisdicció dels Cardona. Formà part de la Batllia de Cardona i constitueix la parròquia de Sant Salvador. Sobresurten els masos Palà i Vallbona.
Entre finals del segle xix i principis del XX, s'instal·laren dues indústries tèxtils al poble i sorgiren dues colònies, Palà i Valls de Torroella.
El 1967 tenia 170 habitants.

## Geografia

### Església de Sant Salvador de Torroella
La construcció actual és obra del segle xvi, que fou engrandida amb quatre capelles laterals el segle xviii. S'hi venera la Verge de la Pietat. Hi ha una pintura mural del segle xvii. El campanar també es bastí en aquest segle.

### Castell de Torroella
Està situat a uns dos quilòmetres al nord-oest de l'església de Sant Salvador. Hi ha unes interessants restes d'una torre circular i de l'edifici de planta rectangular on residia el castlà.

### Sant Pere de Vallbona
En el mas de Vallbona hi ha aquesta capella obra del segle xviii. Té un escut barroc.

### Dolmen de la Tomba del Moro de Vallbona
És un megàlit de cambra simple amb un vetíbul-pou. Ben conservat.